# Roland Wendt
Roland Wendt (* 18. September 1949) ist ein deutscher Jurist. Von 1999 bis 2014 war er Richter am Bundesgerichtshof.

## Leben
Roland Wendt begann seine juristische Karriere nach einer Tätigkeit als wissenschaftlicher Assistent an der Universität Göttingen im Jahr 1979 in Niedersachsen. Er war dort zunächst am Land- und Amtsgericht Oldenburg, am Amtsgericht Cloppenburg und bei der Staatsanwaltschaft am Landgericht Aurich tätig. Er wurde zeitweise als Wissenschaftlicher Mitarbeiter an den Bundesgerichtshof abgeordnet und hieran anschließend 1988 Richter am Oberlandesgericht Oldenburg.
Am 1. Oktober 1999 wurde Wendt zum Richter am Bundesgerichtshof ernannt und gehörte seither dem für Erb- und Versicherungsrecht zuständigen IV. Zivilsenat des Bundesgerichtshofes an, seit 2010 als dessen stellvertretender Vorsitzender; von Januar 2000 bis März 2001 war er Richter im VII. Zivilsenat. Im Übrigen war er von 2004 bis 2009 Richter im Senat für Notarsachen und mehrfach in den Gemeinsamen Senat entsandt. Mit Wirkung vom 31. Dezember 2014 trat Roland Wendt mit Erreichen der Altersgrenze in den Ruhestand.
Er ist Mitherausgeber der Fachzeitschrift Notar und gehört dem Beirat der Zeitschrift für die Steuer- und Erbrechtspraxis (ZErb) an.